# Alfons II de Provença

Escut d'armes d'Alfons II de Provença com a descendent de Ramon Berenguer IV: «En camper d'or quatre pals de gules»

Alfons II de Provença (Barcelona, 1180 — Palerm, 2 de febrer de 1209), infant d'Aragó, comte de Provença (1184-1209) i comte consort de Forcalquer per matrimoni amb la comtessa Garsenda de Forcalquier (1193-1209).

## Orígens familiars
Fou el tercer fill del rei d'Aragó Alfons el Cast i la seva segona muller, Sança de Castella. Era net per línia paterna del comte de Barcelona Ramon Berenguer IV i la reina Peronella d'Aragó, i per línia materna d'Alfons VII de Castella i Riquilda de Polònia.

## Ascens al comtat
Fou el successor del seu oncle Sanç I de Provença. Així, a causa de les friccions que aquest tingué amb el papat per a casar el seu fill, Nunó, el germà d'Alfons, Pere el Catòlic, el designà comte de Provença.

## Núpcies i descendents
Es casà el 1193 a Ais de Provença amb la comtessa Garsenda de Forcalquier, filla de Rainon I de Sabran. D'aquest matrimoni nasqueren:
- l'infant Ramon Berenguer V de Provença (1198-1245), comte de Provença i comte de Forcalquier
- la infanta Garsenda de Provença (?-1263), casada amb Guillem II de Montcada, vescomte de Bearn

Alfons II morí de pesta el 2 de febrer de 1209 a Palerm.